# Элюент
Элюент — это газ или жидкость, применяемые в качестве подвижной фазы в хроматографической системе, которые протекают через неподвижную фазу. 
Элюент взаимодействует с адсорбатом и помогает вымыванию его с поверхности адсорбента, что приводит к постепенному переходу адсорбата в состояние адсорбтива. Элюенты должны помогать обеспечивать нужный уровень селективности, а также должны быть инертными, дешёвыми и нетоксичными. В жидкостной хроматографии применяют такие углеводороды, как гептан, циклогексан, гексан и другие. Элюирующая сила — это свойство растворителя, отражающее его способность вымывать с данного сорбента разделяемые вещества. Элюенты по градиенту элюирующей силы выстраиваются в элюотропный ряд.